# مارك دوبريه
مارك دوبريه هو مغن مؤلف كندي، ولد في 28 يوليو 1973 في كيبك في كندا.

## وصلات خارجية
- الموقع الرسمي
- مارك دوبريه على موقع IMDb (الإنجليزية)
- مارك دوبريه على موقع ميوزك برينز (الإنجليزية)
- مارك دوبريه على موقع أول ميوزيك (الإنجليزية)
- مارك دوبريه على موقع ديسكوغز (الإنجليزية)
- مارك دوبريه على موقع قاعدة بيانات الفيلم (الإنجليزية)